# Prințul Akishino
Prințul Akishino (秋篠宮文仁親王 Akishino-no-miya Fumihito shinnō: n. 30 noiembrie 1965, Chiyoda⁠(d), Tokyo, Japonia) este membru al familiei imperiale japoneze. Este al doilea fiu al împăratului Akihito și a împărătesei Michiko și primul în linia de succesiune la tronul Japoniei.